# Compressed Sensing
Compressed Sensing oder komprimierte Erfassung (auch compressive sensing, compressive sampling oder sparse sampling) ist ein Verfahren zur Erfassung und Rekonstruierung dünnbesetzter (englisch sparse) Signale oder Informationsquellen. Diese lassen sich aufgrund ihrer Redundanz ohne wesentlichen Informationsverlust komprimieren. Dies wird bei der Abtastung der Signale zur deutlichen Verringerung der Abtastrate im Vergleich zu herkömmlichen Verfahren effizient genutzt.

## Geschichte
Ersonnen wurde das Verfahren um 2004 unabhängig von Terence Tao und Emmanuel Candès einerseits und David Donoho andererseits. Wichtig ist Compressed Sensing insbesondere bei der Bildverarbeitung, aber auch auf vielen anderen Gebieten der digitalen Signalverarbeitung.

## Anwendungen
Die Grundidee kann am Beispiel einer Digitalkamera veranschaulicht werden. Ein hochauflösendes Bild wird von einer solchen Kamera mit einer großen Anzahl von Sensoren (Pixeln) erfasst. Das Rohdatenvolumen kann dabei mehrere Dutzend Megabyte betragen. Dieses Bild werde anschließend mithilfe eines gängigen Bildkomprimierungsverfahrens bearbeitet und das Datenvolumen so drastisch reduziert (typisch auf ein Zehntel oder weniger, wie zum Beispiel bei JPEG-Dateien). Letztlich wird dann ein Großteil der aufgenommenen Sensordaten überhaupt nicht genutzt. Wenn diese Informationen gar nicht erst aufgenommen werden muss, also gleich eine „komprimierte Abtastung“ (englisch compressed sensing) des Bildes durchgeführt wird, kann Hardware eingespart werden (einfacherer Sensor beziehungsweise kostengünstigere Kamera) sowie unter Umständen der Zeitaufwand und Energiebedarf gesenkt werden.
Seit den 2010er Jahren werden beispielsweise Ein-Pixel-Kameras entwickelt, die entweder ohne Objektiv über eine örtlich variable Lochblende in einem steuerbaren optischen Gitter arbeiten oder mit einer schnellen Folge von pseudozufälligen Projektionsmustern im Beleuchtungs- oder Abbildungsstrahlengang arbeiten. Die Daten müssen anschließend rechnerisch zu einer Abbildung des aufgenommenen Objektraumes zusammengesetzt werden.